# Побит камък (Стежерово)
Вижте пояснителната страница за други значения на Побит камък.
Побитият камък от с. Стежерово (Област Плевен) е менхир в местността Света Троица в северния край на селото.

## Описание
Обектът е разположен на малко възвишение, където на ниска изкуствена могила с голям диаметър е побит грубо оформен камък. Менхирът е с височина 1,20 m със страна в основата 0,35 на 0,23 m. Предполага се, че през Средновековието в горната половина на побития камък е издълбан текст на църковно-славянски в два реда. Недалеч от побития камък се намира втори менхир, значително по-нисък, вероятно пречупен в миналото, но безспорно със същото култово предназначение и произход.
През 1911 г. на другата страна на менхира е изсечен християнски кръст с надпис „Св. Троица“ и датата на изписването (1911 г.). Според проф. Димитрина Митова-Джонова е безспорно, че в при този обект се наблюдава преосмисляне на култов паметник, който първоначално е обслужвал древен езически култ.